# Unforgiven 2000
Unforgiven 2000 was een professioneel worstel-pay-per-viewevenement dat georganiseerd werd door de World Wrestling Federation. Dit evenement was de 3e editie van Unforgiven en vond plaats in het First Union Center in Philadelphia (Pennsylvania) op 24 september 2000.
De hoofd wedstrijd was een Fatal Four-Way match voor het WWF Championship tussen kampioen The Rock, The Undertaker, Chris Benoit en Kane.

## Wedstrijden
| Nr.                                                                          | Match | Winnaar(s)                                  |
| ---------------------------------------------------------------------------- | --- | ------------------------------------------- |
| 1                                                                            | Right to Censor (Steven Richards, Val Venis, Bull Buchanan & The Goodfather) vs. Dudley Boyz (Bubba Ray & D-Von) en Acolytes Protection Agency (Faarooq & Bradshaw) in een 8-man tag team match | Right to Censor                             |
| 2                                                                            | Jerry Lawler vs. Tazzin een Strap Match | Tazz                                        |
| 3                                                                            | Steve Blackman (c) vs. Test vs. Crash Holly vs. Perry Saturn vs. Al Snow vs. Funaki in een Hardcore battle royal voor het WWF Hardcore Championship                                             | Steve Blackman (c)                          |
| 4                                                                            | Chris Jericho vs. X-Pac in een één-op-één match | Chris Jericho                               |
| 5                                                                            | Edge en Christian (c) vs. Hardy Boyz (Matt & Jeff) (met Lita) in een Steel Cage match voor het WWF Tag Team Championship                                                                        | Hardy Boyz (nc)                             |
| 6                                                                            | Eddie Guerrero (c) (met Chyna) vs. Rikishi in een één-op-één match voor het WWF Intercontinental Championship                                                                                   | Eddie Guerrero (c); diskwalificatie Rikishi |
| 7                                                                            | Triple H (met Stephanie McMahon-Helmsley) vs. Kurt Angle in een No Disqualification match met Mick Foley (als speciale gast scheidsrechter)                                                     | Triple H                                    |
| 8                                                                            | The Rock (c) vs. Chris Benoit vs. The Undertaker vs. Kane in een Fatal Four-Way match voor het WWF Championship                                                                                 | The Rock (c)                                |
| (c) huidige kampioen voor en na de match \| (nc) nieuwe kampioen na de match | |                                             |